# Tākand
Tākand (persiska: تاكند, ماكَنت, تَخكَنت, تَهكَنت, تَهكَن) är en ort i Iran.   Den ligger i provinsen Qazvin, i den nordvästra delen av landet, 180 km väster om huvudstaden Teheran. Tākand ligger 1 696 meter över havet och antalet invånare är 370.
Terrängen runt Tākand är huvudsakligen kuperad, men västerut är den platt. Runt Tākand är det ganska glesbefolkat, med 29 invånare per kvadratkilometer. Närmaste större samhälle är Tākestān, 19,8 km sydost om Tākand. Trakten runt Tākand består i huvudsak av gräsmarker.